# Armadio ripartilinea
L'armadio ripartilinea (ARL), conosciuto anche come armadio di distribuzione, è un armadio alto circa 2 metri, atto a interconnettere la tratta telefonica primaria (da centrale telefonica all'armadio) e la tratta telefonica secondaria (dall'armadio all'utente).

## Distribuzione telefonica

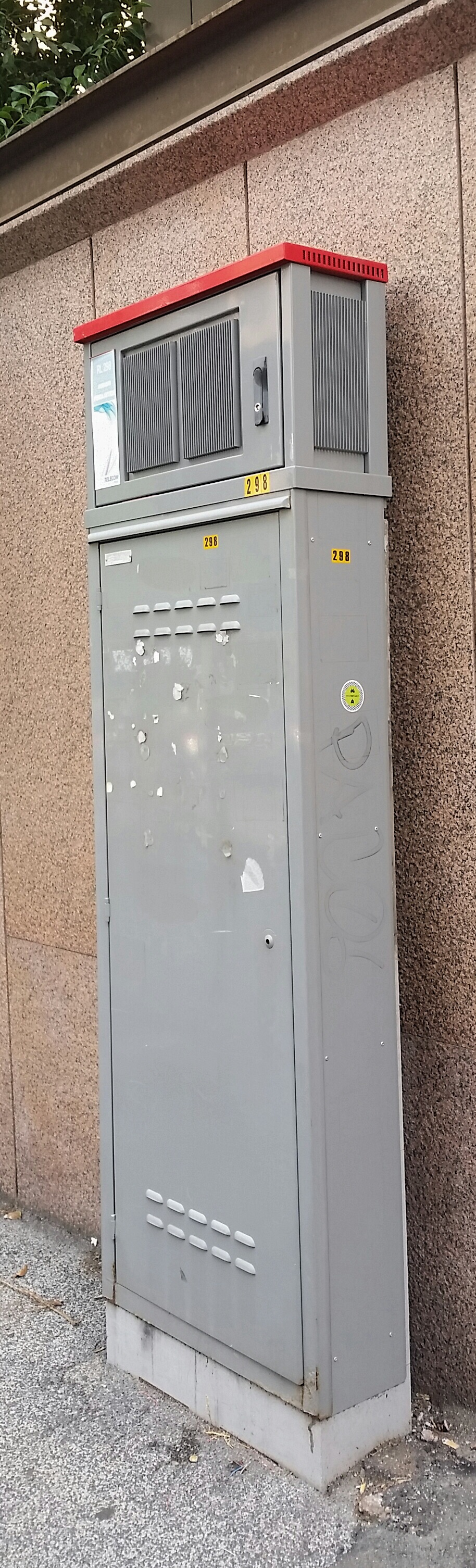
Armadio ripartilinea con sopralzo contenente un DSLAM VDSL2.

Generalmente la distribuzione telefonica prevede che in uscita dall'edificio contenente la centrale di zona (conosciuta anche come stadio di linea) vi siano numerose coppie di cavi in rame (doppini) con destinazione sede dell'utente. Prima di giungere a destinazione, tali coppie passano solitamente per l'armadio ripartilinea, che contiene al suo interno sia i doppini provenienti dal permutatore di centrale, sia quelli provenienti dalla sede utente. In questo modo, oltre a smistare e a categorizzare efficientemente le linee, è anche possibile sostituire una coppia guasta o con basso isolamento senza necessariamente intervenire sulla tratta centrale-utente, cosa che richiederebbe tempi e costi particolarmente elevati. Ad esempio, se una coppia della tratta primaria (dalla centrale all'armadio) si interrompe in un punto, è possibile permutarla, con una coppia libera, in centrale e in armadio, mantenendo tuttavia la stessa coppia tra l'armadio e la chiostrina di distribuzione; quella guasta sarà segnalata come tale e dismessa fino ad eventuale riparazione.
L'armadio ripartilinea contiene vari blocchetti di permutazione: su alcuni sono attestate coppie provenienti dalla centrale, sugli altri sono attestate le coppie provenienti dalle varie sedi utente. Per rendere quindi operativa una linea, sarà necessario effettuare la permuta tra la corretta posizione della striscia con le coppie primarie e la corretta posizione della striscia con le coppie secondarie; a tal fine si utilizza un cavo in rame isolato con biplasto, chiamato trecciola (o cordoncino) di permutazione.
Sulla rete di Telecom Italia vi sono alcuni utenti serviti dalla cosiddetta rete rigida: il doppino parte della centrale e giunge direttamente nella chiostrina in prossimità dell'edificio del cliente; tale soluzione è applicata solitamente per zone a bassa densità di popolazione oppure molto vicine alla centrale, dove la posa e la gestione di un armadio ripartilinea si rivela inutile.

## La tecnologia FTTCab: VDSL2
Il fenomeno della diafonia (o crosstalk) pone limiti alla banda utile di grossi fasci di doppini e relative morsettiere. Tale effetto, unito all'attenuazione da distanza, è all'origine delle limitazioni della tecnologia ADSL2+. L'architettura VDSL2 risolve tali problematiche facendo partire l'ultimo miglio in rame dagli armadi ripartilinea e non direttamente dalla centrale. Ogni singolo armadio è connesso in fibra ottica alla centrale e in esso viene montato un Mini-DSLAM VDSL2 da 48 o 192 utenze. Di fatto, la tratta in rame centrale-armadio viene dismessa, per connettere direttamente l'utente al DSLAM VDSL2 che fornirà sia il servizio dati che voce (mediante tecnologia VoIP). Gli utenti in rete rigida alla centrale potranno essere collegati al Mini-DSLAM VDSL2 presente in centrale ove previsto (FTTE).

## I distributori e le chiostrine

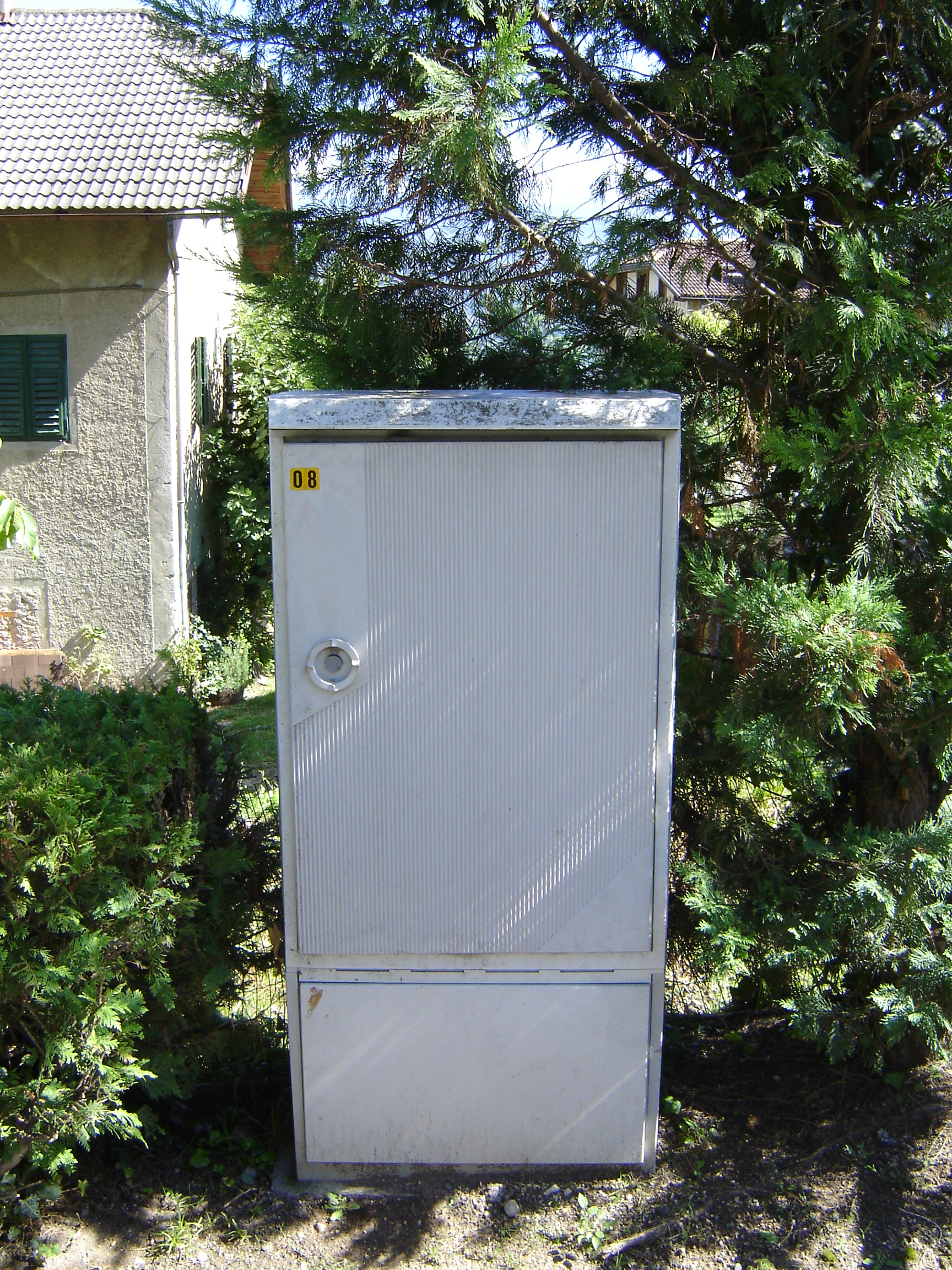
Armadio ripartilinea in vetroresina

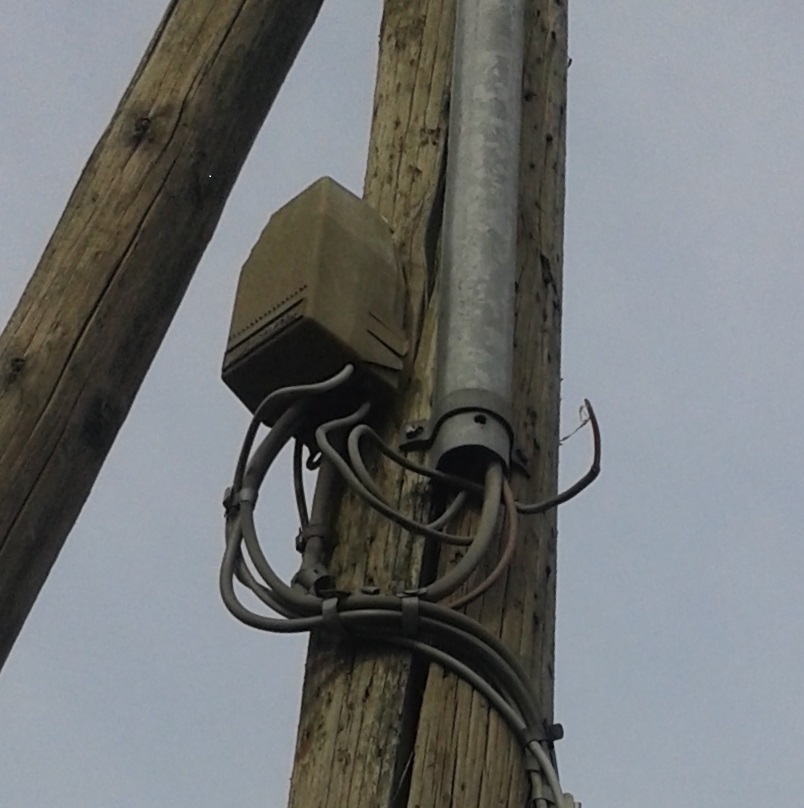
Chiostrina su palo Telecom Italia

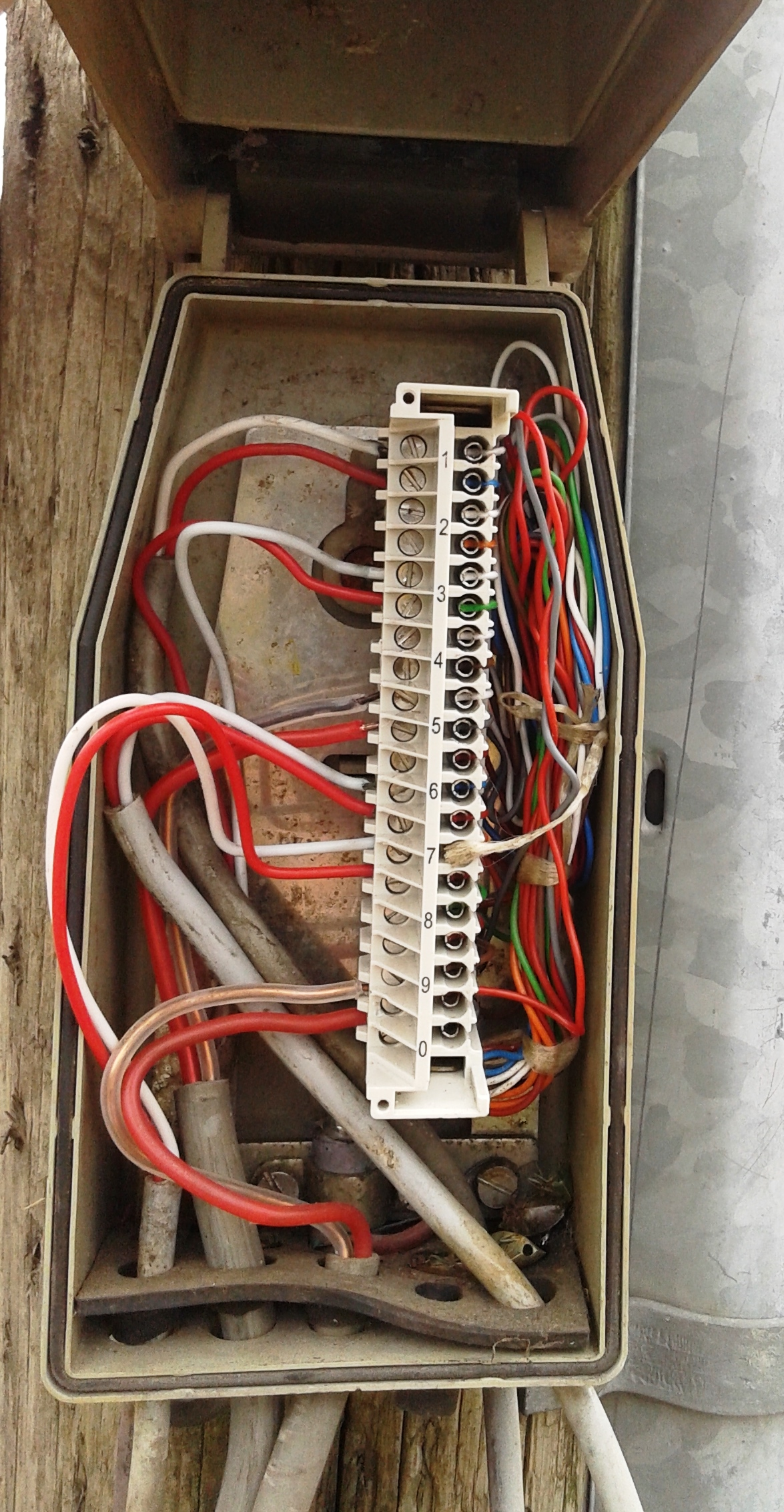
Chiostrina aperta su palo Telecom Italia (da 10 coppie)

Solo raramente un doppino proveniente dall'armadio ripartilinea termina direttamente a casa dell'utente. Dall'armadio, infatti, solitamente partono diversi cavi multi-coppia (generalmente da 10 o 20 coppie, quindi 10 o 20 utenze, a seconda della zona servita) che giungono a una chiostrina (chiamata anche distributore). Tale chiostrina può avere diverse forme e tipologie, ma le più comuni sono la chiostrina su strada e la chiostrina su palo/muro. Questi box hanno in ingresso il multi-coppia proveniente dall'armadio ripartilinea, al centro una morsettiera e in uscita i doppini (ora singolarmente smistati) che raggiungono direttamente la sede dell'utente. Solitamente la chiostrina su strada è tipica dei centri abitati e può avere diversi multi-coppia in ingresso e altrettanti doppini in uscita. La chiostrina su palo, di dimensioni molto contenute, è invece tipica delle aree rurali dove il trasporto dei cavi è parzialmente eseguito su palificazione; essa ha in ingresso un multi-coppia da 10 utenze e in uscita i singoli doppini. La chiostrina in determinati casi può anche essere fissata al muro esterno dell'abitazione (non è raro vederla anche nelle grandi città in impianti un po' datati). I condomini solitamente hanno una chiostrina in ferro o in plastica nel sottoscala o nel vano cantine. Questa particolare vicinanza con la sede utente è alla base dell'architettura FTTdP, "fibra fino al punto di distribuzione", che vedrà l'utilizzo della tecnologia G.fast per raggiungere velocità fino a 1 Gbps sfruttando ancora una volta il doppino in rame.

## Identificazione degli apparati di distribuzione
Un armadio ripartilinea ha affisso, solitamente sullo sportello frontale, un adesivo con numeri neri su sfondo giallo (es. 01), che corrispondono ai numeri finali dell'ID dell'armadio (l'ID al completo ha le sembianze di un numero di telefono). Tale numero identifica l'armadio nella zona in cui si trova. Al suo interno l'armadio ha inoltre un riferimento numerico del multi-coppia proveniente dalla centrale. Una chiostrina, sia da strada che da palo/muro, ha invece due serie di numeri: la prima identifica l'armadio da cui proviene il multi-coppia, la seconda identifica il cavo multi-coppia stesso.

## Sicurezza e privacy

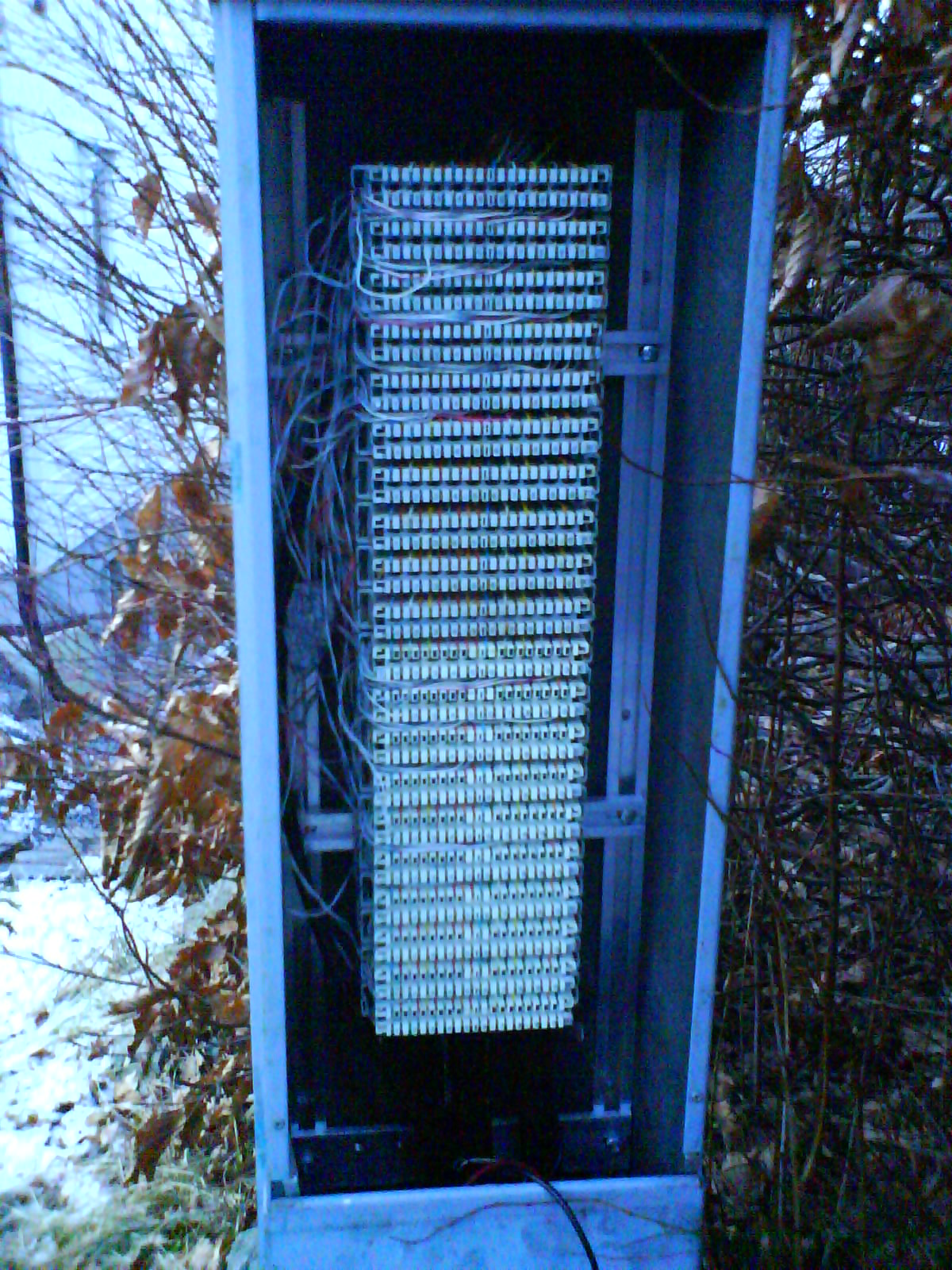
Un armadio ripartilinea aperto

Molti armadi ripartilinea risultano a oggi rovinati con il tempo o vandalizzati. Non è raro vedere ai lati delle strade armadi semi-aperti con le morsettiere scoperte. Tale condizione, oltre ad aumentare considerevolmente il tasso di guasti alla rete telefonica, favorisce un malintenzionato che, attraverso un comune telefono, può collegarsi alla linea di un inconsapevole abbonato, ascoltando le sue telefonate (solo le RTG, FTTC e ADSL VoIP non hanno questo problema).
Report, produzione Rai che propone inchieste giornalistiche, nella puntata trasmessa in data 8 ottobre 2006 vide un ex-tecnico di rete Telecom Italia aprire diversi armadi e chiostrine senza alcuna chiave o strumento per dimostrare quanti armadi avessero la serratura e altri meccanismi di chiusura rotti, tutto ciò in diversi quartieri di Milano e Roma. Gli armadi sono comunque in via di sostituzione, in occasione dei lavori per la FTTC.